# Juan Uribe Holguín
Juan Uribe Holguín (22 de junio de 1903-Bogotá, 20 de marzo de 1983)nacido Juan Nepomuceno Uribe Uribe, y raras veces llamado Juan Uribe Holguín y Uribe o Juan Uribe Holguín-Uribe fue un político y diplomático colombiano, militante del Partido Conservador.
Fue ministro de Relaciones Exteriores en el gobierno del presidente conservador Roberto Urdaneta Arbeláez, siendo el responsable de la cesión del archipiélago de Los Monjes de Colombia a Venezuela, hecho no exento de controversia en su momento. También ocupó diferentes cargos diplomático, y fue ministro de Justicia de su país.

## Biografía

### Orígenes
Juan Uribe Holguín nació en Bogotá en 1903, en el seno de una familia aristocratica conservadora. 
Sus apellidos de nacimiento eran Uribe Uribe, pero los apellidos con los que pasó a la posteridad, literalmente, son los apellidos de su padre. Sin embargo, no es que se quiera desconocer a su familia materna, sino que se trata de la contracción de la fórmula Juan Uribe Holguín y Uribe Gaugin, sistema que se usó en Colombia hasta finales del siglo XIX, y con el cual se buscaba reivindicar los orígenes de las personas de la aristocracia.
Es así como Uribe Holguín es la contracción del uso de eses sistema, además de que el apellido Holguín reviste de tal importancia en Colombia que el propio Juan reivindicó su uso.

### Ministerio de Justicia (1950-1952)
Uribe fue nombrado por el presidente Laureano Gómez ministro de Justicia. Su nombramiento fue gracias a las influencias de Roberto Urdaneta, quien era pariente de la esposa de Uribe; Urdaneta de hecho era uno de los hombres de confianza del presidente Gómez.
El 5 de noviembre de 1951 Gómez se retiró del gobierno por enfermedad, y Urdaneta ascendió a la dignidad presidencial, confirmando a Uribe en el ministerio hasta 1952.

### Canciller de Colombia (1952-1953)
Urdaneta nombró a Holguín canciller de Colombia el 29 de abril de 1952, dejando el ministerio de justicia en manos de José Gabriel de la Vega. Con su nombramiento, Holguín continuó con el legado diplomático de su familia, ya que era pariente de los excancilleres Carlos y Jorge Holguín.

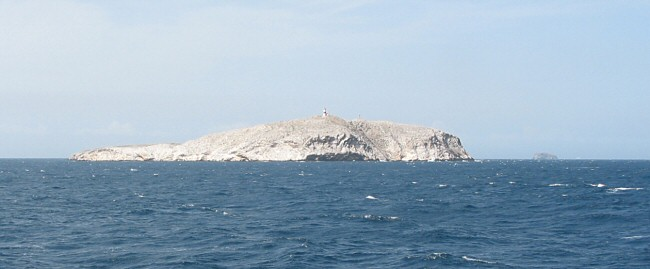
Vista marítima de Los Monjes, Venezuela.

Su paso por el ministerio, sin embargo, fue polémico, ya que de manera inexplicable entregó la soberanía del Archipiélago de Los Monjes a Venezuela, mediante la siguiente misiva del 22 de noviembre de 1952ː

"El gobierno de Colombia declara que no objeta la soberanía de los Estados Unidos de Venezuela sobre el archipiélago de Los Monjes y que en consecuencia no se opone ni tiene objeción respecto al ejercicio de la misma, o cualquier acto de reclamación alguna que formular respecto al ejercicio de la misma, o a cualquier acto de dominio de este país sobre el archipiélago en referencia."

Insólitamente la nota diplomática fue aceptada por el presidente Urdaneta, sin objeciones del embajador Francisco Urrutia Holguín ni del presidente en licencia Laureano Gómez, ni mucho menos por parte del Congreso colombiano. Lógicamente el gobierno venezolano recibió tal nota diplomática como confirmación de sus derechos sobre la zona.
El escándalo sin embargo no abatió a Uribe, quien siguió al frente de la cancillería hasta el 25 de mayo de 1953, para dar paso, brevemente, a Guillermo León Valencia, pues casi un mes después, el gobierno fue derrocado por los militares, a la cabeza del general Gustavo Rojas Pinilla, quienes pretendían instalar en el poder a Urdaneta luego de que Gómez regresara a la Casa de Nariño con el fin de retomar el mando.

## Familia

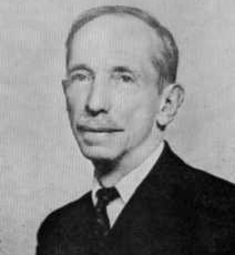
Su tío abuelo, Guillermo Uribe.

Juan Uribe Holguín era miembro de la aristocracia bogotana más clásica. Sus padres eran Miguel Saturnino Uribe Holguín y María Elena Uribe Gaugin. Juan era el hijo menor de la pareja, pero el único varón, siendo sus hermanas mayores Mercedes, Elena, María Elena y Amparo Uribe Holguín.
Su padre era sobrino del músico Guillermo Uribe Holguín, y sobrino nieto de los hermanos Jorge y Carlos Holguín Mallarino, por ser su abuela Mercedes Holguín; su tío bisabuelo era Manuel María Mallarino, tío de su abuela y tío abuelos, casado con María Mercedes Cabal, musa de la novela María, de Jorge Isaacs. El abuelo de su padre era el hacendado Vicente Holguín Sánchez.

#### Su parentesco con Paul Gaugin

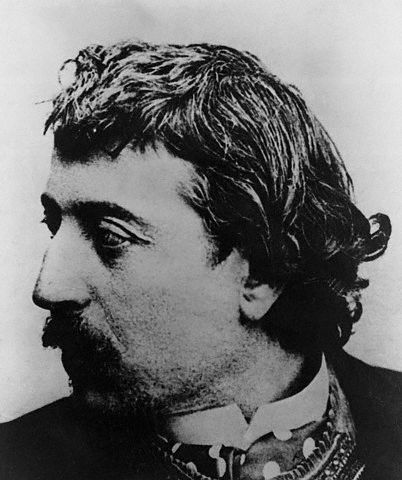
Paul Gaugin, su tío abuelo.

Su madre no era pariente de su padre, pese a tener el mismo apellido paterno. Era sin embargo pariente del pintor francés Paul Gaugin, ya que era hija de su única hermana Marie Gaugin Tristán. Los Gaugin eran a su vez nietos de la escritora francesa Flora Tristán, de quien se dice era hija de Simón Bolívar. De ser cierta esa leyenda, Juan Uribe sería descendiente del Libertador.

### Matrimonio y descendencia
Juan contrajo matrimonio con su parienta Margarita Holguín Nieto en Bogotá, el 30 de enero de 1930, con quien tuvo a sus hijas Consuelo, Emilia, Diana y Amparo Uribe Holguín.
Su esposa era hija de Carlos Holguín y Caro, hijo de Carlos Holguín y Margarita Caro Tobar, nieto de José Eusebio Caro y de Vicente Holguín, sobrino de Miguel Antonio Caro, y de Jorge y Mercedes Holguín; primo de Julio Caro y; y hermano de Álvaro, Hernando, Clemencia y Margarita Holguín y Caro.
Margarita era sobrina de Clemencia Holguín, quien estaba casada con Roberto Urdaneta Arbeláez, con lo cual Margarita era pariente por afinidad de Urdaneta, y por tanto la amistad de su esposo con él fue bien recompensada.